# Шехзаде Мехмед
Шехзаде́ Мехме́д (осман. شاهزاده محمد‎; 1521, Стамбул — 1543, Маниса) — старший сын Сулеймана I Великолепного и его жены Хюррем Султан. Санджак-бей Манисы с 1541 по 1543 годы.

## Биография
Мехмед был рожден в Стамбуле в 1521 году. Его мать была рабыней, ставшей впоследствии законной женой Сулеймана Великолепного.
В 1533 году Сулейман I назначил своего старшего сына Мустафу на должность наместника Манисы. Маниса издревле считалась «санджаком наследника престола» и тот, кто правил в Манисе, имел наибольшие шансы стать следующим султаном Османской империи. В 1537 году Мехмед успешно провёл ряд военных операций в Задунайских областях. В 1541 году Сулейман неожиданно назначил Мехмеда губернатором Манисы, а Мустафа был отправлен отцом в Амасью.

## Смерть
В 1543 году Мехмед неожиданно умирает. По мнению некоторых исследователей, Мехмед умер от оспы. Изначально Мехмед был погребён в мечети Баезид. Позже в память о своём любимом сыне Сулейман построил в Стамбуле мечеть Шехзаде Мехмеда (тур. Şehzade Camii, Şehzadebaşı Camii, Şehzade Mehmet Camii). В кратчайшие сроки было построено тюрбе, куда был перенесён гроб с телом Мехмеда, а над гробом установлен трон. Комплекс был построен знаменитым архитектором Синаном в 1543—1548 годах.

## Семья
Согласно Энтони Алдерсону, у Мехмеда была наложница Айя-хатун, которая была матерью его единственного ребенка — дочери Хюма Шах-султан (1540/1543—1592). Хюмашах трижды выходила замуж и имела многочисленное потомство. Она умерла в правление своего двоюродного брата Мурада III и была похоронена рядом со своим отцом в тюрбе мечети Шехзаде.

## Киновоплощения
- В сериале «Великолепный век», снятом в 2011 году, роль Мехмеда исполняли Гюрбей Илери, Арда Анарат и Беркеджан Аккая.
- В турецком сериале «Хюррем Султан» роль шехзаде Мехмеда исполняет Сезги Менги.